# Блажо Ломпар
Блажо Ломпар (Боково, 24. март 1912 – Мељине, 23. јануар 1985) био је генерал-пуковник ЈНА и учесник Народноослободилачке борбе.

## Биографија
Рођен је 1912. године на Бокову код Цетиња у породици Ива Ломпара. Гимназију је завршио на Цетињу. Завршио је Правни факултет у Београду на којем је био активан у студентском покрету и постао адвокатски приправник. Рано се опредијелио за револуционарни покрет, члан СКОЈ постао је 1936. године, а 1939. године је постао члан КПЈ. Због револуционарне активности више пута је хапшен. Био је инструктор Мјесног комитета КПЈ Београд за рад у текстилној индустрији и у селима око Авале. Био је потпредсједник Здружене омладине Југославије. Завршио је и Школу резервних официра. Радио је на припреми Тринаестојулског устанка 1941. године, био је секретар општинског бироа ћелија, потом комесар батаљона и замјеник комесара ударног батаљона у Ловћенском одреду. Од 17. јуна 1942. године постао је замјеник комесара 1. батаљона, потом пуководилац политодјела 2. и 4. крајишке бригаде, затим комесар 6. приморско-горанске и 3. кордунашке бригаде. Потом је био руководилац политодјела 8. кордунашке дивизије, а од децембра 1944. године комесар Јужне оперативне групе дивизија и на крају рата комесар 2. армије. Завршио је Вишу војну академију ЈНА и Курс оператике ЈНА. Након рата био је главни инструктор у Политичкој управи ЈНА, политички комесар 1. војне области, потом политички комесар Више војне академије, замјеник команданта армијске области, командант корпуса и др. Унапријеђен је у чин генерал-пуковника. Активна служба у ЈНА му је престала 1972. године. Преминуо је у 1985. године. Имао је годину дана млађег брата Душана који је такође учесник НОП-а и носилац споменице. Сахрањен је 25. јануара 1985. у Алеји заслужних грађана на Новом гробљу у Београду. 

## Одликовања
- Партизанска споменица 1941.
- Орден ратне заставе,
- Орден заслуга за народ са златном звијездом,
- Орден партизанске звезде са златним  вијенцем

и др.